# Кою Райчев
Никола (Кою) Райчев български възрожденец, водач на българската община в Балчик в борбите ѝ с гръцките фанариоти за българска църква и просвета.

## Обществена дейност
Pоден е в Трявна в 1811 г. След Руско-турската война от 1828 – 1829 г. заедно с българи от разни краища на страната се заселва в Балчик. В началото на 1840-те години оглавява българската община и църковното настоятелство в града. Благодарение на него през 1845 г. е построен и отваря врати първият български възрожденски храм в Балчик – църквата „Свети Николай“ в българската част на града (днес: кв. „Хоризонт“, бивша Гемиджи махала). Отец Иван започва първите от столетия служби не на гръцки, а на български език. При църквата е построено и първото българско училище в Балчик, в което същата 1845 г. започва занятия даскал Стойко Иванов от Котел.
Българите обаче веднага изпитват тежестта на фанариотския гнет, особено след заточението заради българщината му на силно подкрепилия въздигането на храма одесоски митрополит Йосиф българин от Сяр през 1846 г. и идването за владика на Варна на гръка Порфирий, както и натиска на установилия се през 1847 г. в Балчик гръцки консул. В новопостроената църква службите на български език са прекратени, събраните църковни български книги са взети и продадени на с. Езерец, българския свещеник и даскалът прогонени, към 1848 г. църквата е отнета на българите и накрая храмът е опожарен.
Кою Рачев обаче не скланя глава: дарява на общината голямата си къща в махала „Аязмо“ до морето и отваря в нея българско училище. През 1851 г. успява да извдейства ферман за българска църква и прави от дарената си къщата втори българси храм, наречен „Света Троица“, като за училището там са построени нужните 3 стаи: за момчета, за момичета и учителска стая (днес това място е заето от частния комплекс „Марина сити“) През 1862 г. гърците успяват да завземат и тази българска църква.
Тогава възрожденецът повежда балчиклии на непримирима борба за възстановяване на храма с училището на тяхното първоначално място в българската (назована от К. Иречек „Въздушна махала“). Повикани са първомайстор Георги Денюв от близкото до родната му Трявна село Куманите и зографът Петър Стоянов от Котел, а голямата икона на св. Спиридон рисува Койчо Досюв от Трявна. През 1866 г. отваря врати препостроената със значителни лични средства на Райчев голяма белокаменна българска църква заедно със създадено в двора ѝ най-модерно за времето си българско училище, където първо в Балчик се преподава по Бел-Ланкастерската методика.
През 1871 г. при създаването на Българската екзархия балчиклии в резуллтат на възрожденската усърдна и неотклонна десетилетна дейност на Кою Райчев я посрещат не само със своя просторна църква, но действат и 2 български училища – взаимното при нея и малкото при брега на морето, построено до устроената в църква негова къща.

## Памет за Кою Райчев
Улица в Балчик недалеч южно от възрожденския храм „Свети Николай“ по предложение от гражданството носи името „Кою Райчев“.
В двора на възрожденския храм „Свети Николай“ е издигната и осветена на 19 декември 2011 г. от Варненския и великопреславсдких митрополит Кирил висока белокаменна възпоменателна чешма в памет на Кою Райчев, одесоския митрополит Йосиф българин от Сяр и моряците от Българския Беломорски и Черноморски флот. На 1 август 2016 г. на Възпоменателната чешма е поставен плакет с икона на св. Никола и възпоменателен текст в памет на Кою Райчев и тези, на които е посветена чешмата